# Kosmogonia grecka
Grecka kosmogonia – zespół mitów religijnych, które przedstawiają pochodzenie bogów starożytnej Grecji i ich wzajemnych powiązań.
Starożytnogrecki system wierzeń formował się w okresie archaicznym. Oddziaływały na niego kształtujące się polis, tradycje religijne, przyjęte z poprzednich epok, oraz religii bliskowschodnich, stąd wyobrażenie Greków o świecie nie miało jednolitości. Połączyła je dopiero Theogonia Hezjoda w VIII–VII wieku p.n.e., która porządkowała pochodzenie i pokrewieństwo bogów. Według Hezjoda początkiem wszystkiego był Chaos, z którego narodzili się Gaja, Tartar, Eros i Ereb. Gaja była matką Uranosa i Pontosa, z Ereba zrodziła się Eter. Gaja i Uranos byli rodzicami bogów i tytanów. Jeden z tytanów, Kronos, stał się panem świata. Jego syn, Zeus, zdetronizował ojca i przejął władzę. Rządził światem z Olimpu wraz z innymi bogami ze swojego otoczenia.
Bogowie starożytnych Greków byli częścią świata (tak samo, jak ludzie) i przyrody – władali sferą uraniczną (domena Olimpijczyków) i chtoniczną. Panowali nad światem, rządzili mocami, porządkiem społecznym, naturą, działaniami człowieka, jego stanem psychicznym i fizycznym – wszystkim, nad czym nie panowali ich wyznawcy. Byli nieśmiertelni, ale nie wieczni, bowiem wywodzili się od pierwszej pary – Uranosa i Gai. Boskie moce ograniczało prawo ładu – moíra (dlatego kompetencje i przymioty poszczególnych bóstw określały ich przydomki). Bogowie zrzeszali się w zhierarchizowany panteon, dzieląc się między sobą poszczególnymi zakresami władzy i nie wchodząc w kompetencje innych bóstw. Prócz bogów w świecie istnieli wywodzący się od bogów herosi i demony (często zoomorficzne).
Wyobrażenia o świecie i pochodzeniu bóstw, przekazywane były przez mity, które nie miały statusu doktryny religijnej. Niektóry mity miały charakter lokalny (ajtiologiczny). Ważną rolę w procesie powstawania mitów odgrywały święta religijne, na których występowali pieśniarze, chóry i rapsodowie oraz urządzano agony – zawody poetyckie i dramatyczne.